# Voie d'Entner-Doudoroff
La voie d'Entner-Doudoroff, ou voie du 2-céto-3-désoxy-6-phosphogluconate (KDPG), est, avec la glycolyse et la voie des pentoses phosphates, une des trois voies de dégradation du glucose en pyruvate.
Cette voie serait spécifique aux bactéries.

## Étapes de la voie d'Entner-Doudoroff

### Phosphorylation du glucose
Cette étape est commune à la glycolyse et à la voie des pentoses phosphates. Catalysée par une kinase (hexokinase ou glucokinase) :

### Oxydation du glucose-6-phosphate
Cette réaction est catalysée par la glucose-6-phosphate déshydrogénase :

### Hydratationde la 6-phosphogluconolactone
Cette réaction est catalysée par une lactonase :

### Déshydratationdu 6-phosphogluconate
Cette réaction est catalysée par une déshydrase :

### Synthèse du premier pyruvate
Catalysée par la 2-déshydro-3-désoxy-phosphogluconate aldolase (ou 2-céto-3-désoxy-6-phosphogluconate aldolase) :